# Teoria della dimostrazione

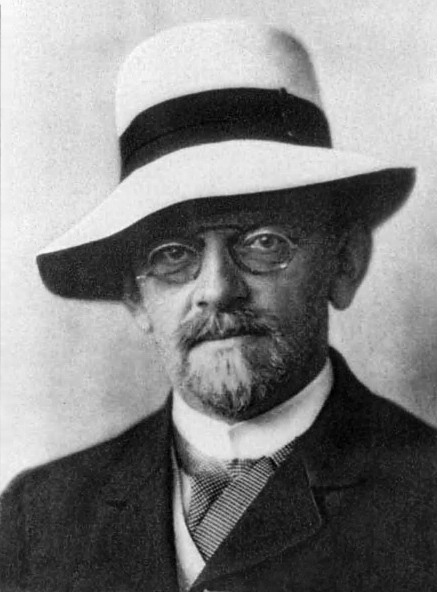
David Hilbert

La teoria della dimostrazione è la branca della logica matematica che considera le dimostrazioni a loro volta come oggetti matematici, facilitando la loro analisi con tecniche matematiche. Le dimostrazioni sono solitamente presentate come strutture dati definite induttivamente (ad esempio, liste o alberi), costruite secondo gli assiomi e le regole di inferenza del sistema logico.
La teoria della dimostrazione non solo gioca un ruolo primario nella teoria dei linguaggi di programmazione, ma è anche uno dei cosiddetti quattro pilastri dei fondamenti della matematica, assieme alla teoria dei modelli, alla teoria assiomatica degli insiemi e alla teoria della calcolabilità.

## Discipline di studio
La formalizzazione della logica fu avanzata dal lavoro di figure come Gottlob Frege, Giuseppe Peano, Bertrand Russell e Richard Dedekind, ma la formazione della teoria della dimostrazione è stata eseguita da David Hilbert.